# Plan Estratégico de Infraestructuras y Transporte

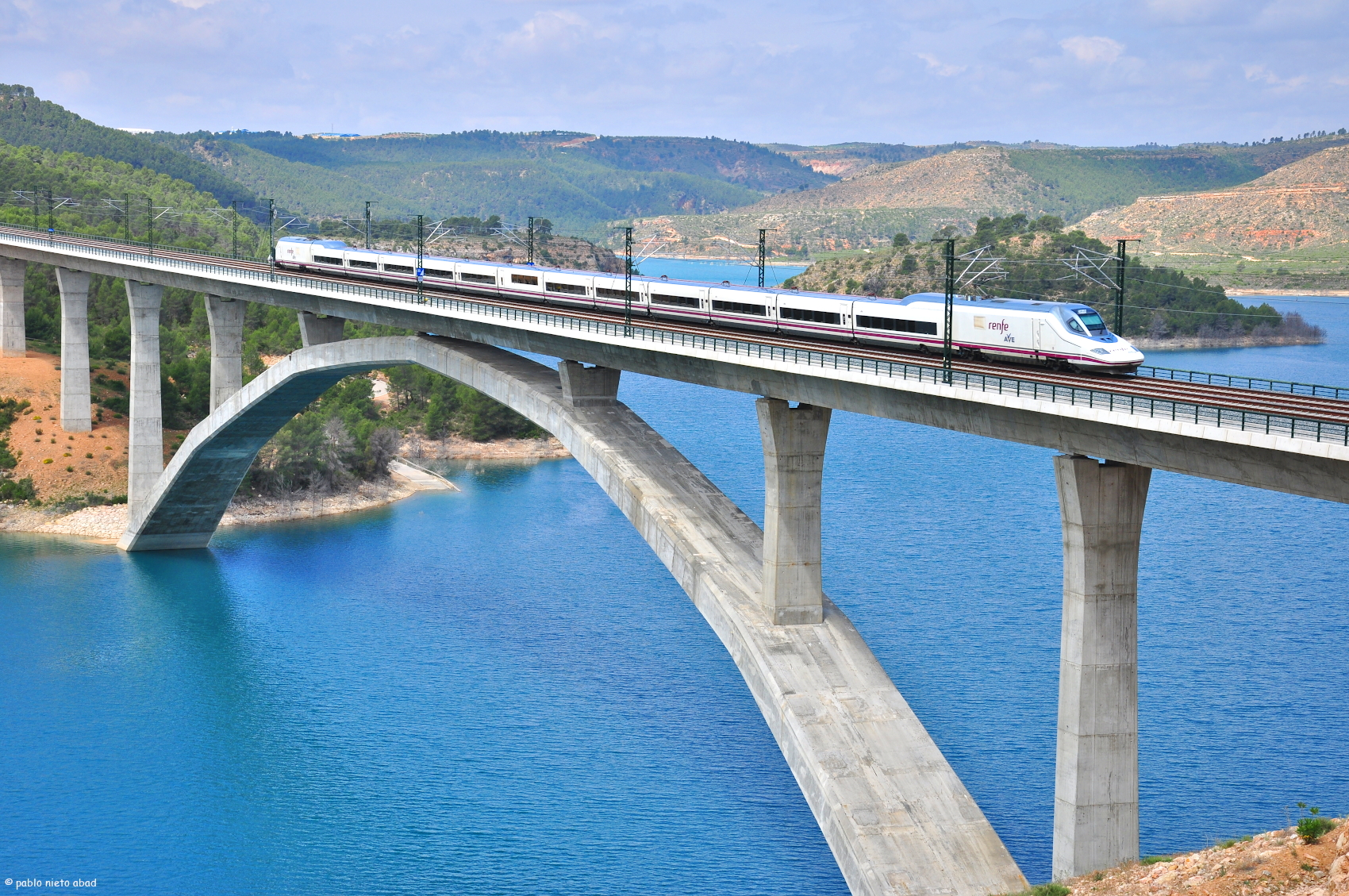
Tren S-112 de Renfe AVE sobre el viaducto de Contreras, Cuenca (LAV Madrid-Levante). La alta velocidad ferroviaria fue la gran beneficiada por el PEIT.

El Plan Estratégico de Infraestructuras y Transporte (PeiT) fue un documento director elaborado por el Ministerio de Fomento de España en 2005. Tenía la función de proyectar actuaciones de infraestructura y transportes en el periodo 2005-2020. Fue una de las políticas en materia de infraestructuras de mayor envergadura de la historia del Gobierno de España.El plan planeaba invertir unos 240.000 millones de euros en ese periodo.
Fue aprobado el 15 de julio de 2005 por el Consejo de Ministros del Primer Gobierno Zapatero, a propuesta del Ministerio de Fomento (liderado por Magdalena Álvarez).Tenía como precedentes al Plan Director de Infraestructuras 1993-2007 y al Plan de Infraestructuras de Transporte 2000-2007.Afectado por los recortes presupuestarios posteriores a la crisis de 2008, fue sustituido por el Plan de Infraestructuras, Transportes y Vivienda 2012-2024 (PITVI).

## Previsiones de financiación del PEIT (2005-2020)
Recogía inversiones estimadas de 240.00 millones de euros.El PEIT supuso un salto adelante en materia ferroviaria, puesto que el 48% del total invertido iría destinado al ferrocarril. Cabe decir que el 35% de las inversiones totales del PEIT se iban a destinar a líneas de alta velocidad, suponiendo un enorme impulso a la red de alta velocidad en España en los años siguientes.
El 25,2% de la inversión se destinó a las carreteras, especialmente a la construcción de una red mallada de autovías.Un 13% del presupuesto se destinó a inversiones de carácter urbano, como la construcción de equipamientos de transporte público, la compra de material para Cercanías y el soterramiento de las vías del ferrocarril. Así mismo, un 9,4% se destinó al ámbito portuario y otro 6’3% a los aeropuertos.
Desglose por campo de actuación:
- Investigación, desarrollo e innovación: 2 040 M€
- Transporte urbano y metropolitano: 32 527 M€
- Transporte marítimo y puertos: 23 460 M€
- Transporte intermodal de mercancías y viajeros: 3 620 M€
- Transporte aéreo: 15 700 M€
- Transporte por carretera, excepto actuaciones urbanas: 60 635 M€
- Transporte por ferrocarril, excepto actuaciones urbanas: 103 410 M€

## Calendario
23 de diciembre de 2004: El Ministerio de Fomento presenta Documento Propuesta al Consejo de Ministros
15 de julio de 2004: Acuerdo del Consejo de Ministros
Enero de 2005: Informe de Sostenibilidad Ambiental (ISA)
22 de febrero - 22 de marzo de 2005: Información Pública